# مجموعة 5+1

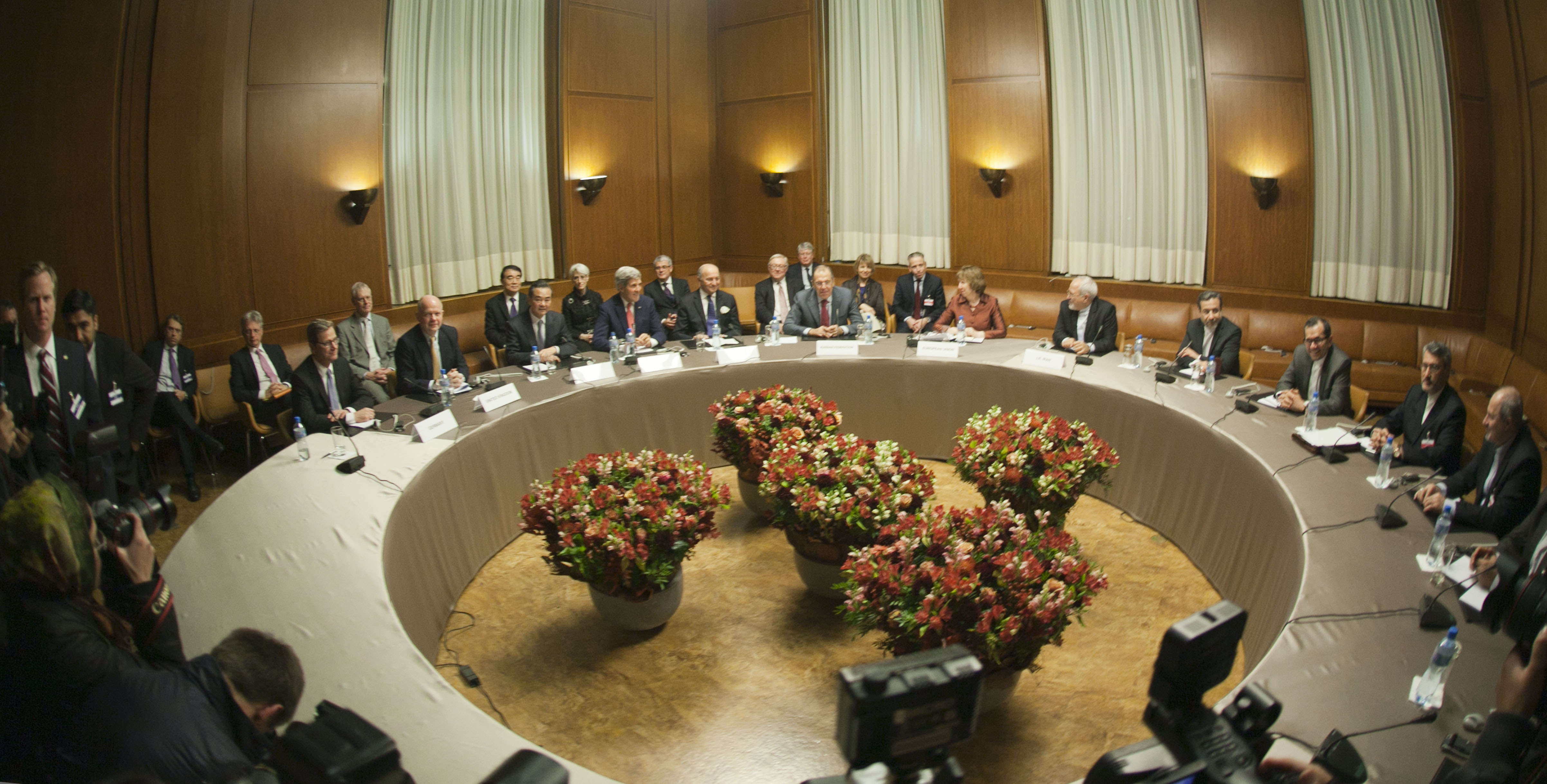
وزراء خارجية دول مجموعة 5+1 والممثل السامي للاتحاد الأوروبي للشؤون الخارجية وزير الخارجية الإيراني في جنيف عام 2013 بشأن اعتماد خطة عمل مشتركة واتفاق مبدئي بشأن البرنامج النووي الإيراني

مجموعة 5+1 (بالإنجليزية: P5+1) هي مجموعة الدول الخمس الدائمة العضوية في مجلس أمن الأمم المتحدة، وهي الولايات المتحدة، فرنسا، بريطانيا، روسيا، الصين بالإضافة إلى ألمانيا، والتي تتولى المفاوضات مع إيران حول برنامجها النووي. بدأت المجموعة عملها في عام 2006 ولا تزال مستمرة حتى اليوم.

## دور ألمانيا
ألمانيا هي شريك صناعي رئيس لإيران، فمعظم الأدوات المستخدمة في البرنامج النووي الإيراني هي ألمانية الصنع. وحوالي 50 شركة ومؤسسة ألمانية تتواجد في إيران، ولديهم فروعهم الخاصة هناك وأكثر من 12,000 ممثل لشركات ألمانية في إيران. والعديد من الشركات الألمانية المشهورة مشتركة في المشاريع الإيرانية، وخصوصا في مشاريع البتروكيماويات.
في عام 2005 كانت ألمانيا قد حصلت على أكبر حصة من الصادرات الإيرانية، أي ما يعادل خمسة مليارات دولار أمريكي. وبدأت حصتها في الارتفاع منذ ذلك الحين حتى الآن.[بحاجة لمصدر]

## التوصل إلى اتفاق
توصلت مجموعة الدول الخمس الدائمة العضوية مع إيران إلى اتفاق في المحادثات الجارية في تاريخ 14 تموز 2015 في مدينة فيينا بشأن البرنامج النووي الإيراني يشمل تقليص النشاطات النووية الإيرانية مقابل رفع العقوبات الاقتصادية الدولية المفروضة عليها، وقد أعلن رسمياً عن الاتفاق حيث قال الرئيس الأمريكي باراك أوباما إن الاتفاق (يقطع أي طريق أمام إيران للحصول على أسلحة نووية)، بينما قال حسن روحاني رئيس إيران: (إن الاتفاق يفتح فصلا جديا في علاقات إيران مع العالم).

ولقد أزيلت العقبات الأخيرة التي كانت تعترض الاتفاق.
والصفقة تشمل التوصل إلى تسوية بشأن تفتيش المواقع النووية، وتسمح للمفتشين التابعين لهيئة الأمم المتحدة بمراقبة المواقع العسكرية الإيرانية، ويمكن لإيران أن تبدي الاعتراض على قسم من طلبات دخول هذه المواقع